# Giovanni Vincenzo Bolgeni
Giovanni Vincenzo Bolgeni (Bergamo, 22 gennaio 1733 – Roma, 3 maggio 1811) è stato un gesuita e teologo italiana.

## Biografia
Nato a Bergamo il 22 gennaio del 1733, entrò quindicenne nella Compagnia di Gesù. Insegnò filosofia e teologia morale a Macerata, dove scrisse varie opere su questioni dogmatiche contro i giansenisti e i giuseppinisti. Dopo la soppressione della Compagnia divenne teologo della Penitenzieria apostolica e Bibliotecario del Collegio Romano, affermandosi come uno dei maggiori teologi della "scuola romana" del '700 (insieme a Cristianopulo, Mamachi, Zaccaria, Marchetti ed altri), impegnata soprattutto - in contrapposizione alla "scuola pavese" - nella difesa delle prerogative del Pontefice, la sua primazia e la sua infallibilità. Nel 1798, con l'avvento della Repubblica Romana, sostenne la piena liceità del giuramento repubblicano imposto dai francesi e difese il suo punto di vista in vari opuscoli, ritrattando solo dopo la condanna del giuramento da parte della Chiesa. Fra le sue ultime opere si segnala soprattutto il trattato Dei limiti delle due potestà ecclesiastica e civile, pubblicato postumo nel 1849 e messo all'Indice dei libri proibiti nel 1850.

## Opere
- Esame della vera idea della Santa Sede, Pavia, 1784.
- Stato de' bambini morti senza battesimo, Macerata, 1787.
- Fatti dommatici ossia della infallibilità della Chiesa, Brescia, 1788.
- Della carità o amor di Dio, 2 v., Roma, 1788.
- L'episcopato ossia la potestà di governare la Chiesa, Roma, 1789.
- L'economia della fede cristiana, Brescia, 1790.
- Problema se i giansenisti siano giacobini, Roma, 1794.
- Il possesso, principio fondamentale per decidere i casi morali, Brescia, 1796.